# 대향선
대향선은 조선민주주의인민공화국 함경북도 경성군의 룡현역과 대향역을 연결하는 철도 노선이다. 평라선의 룡현역에서 분기되며, 대향역으로 이어진다. 룡현역에서 대향역까지 이름 불명의 2개의 역이 별도로 존재한다.

|-

## 노선 정보
- 구간과 거리 : 룡현역-대향역(14.9 ㎞)
- 역 수 : 4개(양단역 포함)
- 궤도 간격 : 1435mm(표준궤)
- 전철화 구간 : 전 구간(직류 3000V)
- 복선 구간 : 없음

## 연혁
- 연도 미상 대향선 완공.

## 역 목록
- 룡현역(龍峴驛)
- 대향역(大鄕驛)